# Salix olgae
Salix olgae là một loài thực vật có hoa trong họ Liễu. Loài này được Regel miêu tả khoa học đầu tiên.